# 高山虎耳草
高山虎耳草（学名：Saxifraga hirculus var. alpina）为虎耳草科虎耳草属下的一个变种。

## 扩展阅读
- 維基物種上的相關：高山虎耳草